# Сарбала
Сарбала — село в Кемеровской области России, входит в состав Калтанского городского округа.

## География
Село расположено на берегу реки Кондома, между городом Калтан и посёлком Малиновка. К селу примыкает с севера деревня Зелёный Луг, с запада с.о. Кооператор

## Название
Название села обычно связывают с шорским языком («жёлтый ребёнок»).
Существуют и другие версии: А. Т. Мамедов связывает его с личным именем у нескольких народов, прежде всего казахов; финский учёный А. Альквист указывает на вероятность финно-угорского (мерянского) происхождения, что находит косвенное подтверждение в существовании идентичного топонима в Устьянском районе Архангельской области; впрочем, принесли название на кузнецкую землю скорее всего не финно-угры, а русские переселенцы из тех мест.
Предпринимались и более фантастические попытки объяснения происхождения названия села.

## История
В районе села Сарбала люди селились тысячи лет назад, археологами найдены следы стоянок времён палеолита. Годом основания села считается 1890, входило оно в состав Кузнецкого уезда Томской губернии.
С 1926 года село входило в состав новообразованного Горно-Шорского национального района Кузнецкого округа Сибирского края (с 1930 район в Западно-Сибирском крае, с 1937 — в Новосибирской области), а после упразднения района в 1939 году — в состав Кузедеевского района Новосибирской области (c 1943 — новообразованной Кемеровской области). В 1940-е годы население села выросло за счёт высланных из Поволжья и других регионов российских немцев. в состав сельсовета входило несколько населенных пунктов.
В 1961 году Сарбала вошла в Осинниковский район, в 1963 подчинена Калтанскому горсовету. В 1987 село включено в состав Осинниковского района, а после его упразднения в 1989 году возвращено в Калтанский горсовет. В 1992 передано в подчинение Осинниковского горсовета, но в 2010 году по результатам референдума вновь вошло в состав Калтанского городского округа.
В архивном отделе сельской библиотеки хранятся похозяйственные книги начиная с 1943 года.

## Население
Постоянное население села Сарбала — 1252 человека (2008). В основном это шорцы и русские. В летний период население увеличивается за счёт расположенных на территории села дачных участков жителей Новокузнецка, Осинников, Калтана.
Динамика численности населения села Сарбала (чел.):
| 1960 | 1968 | 1970 | 1984 | 2004 | 2008 | 2016 |
| ---- | ---- | ---- | ---- | ---- | ---- | ---- |
| 2326 | 2244 | 2009 | 1462 | 1170 | 1252 | 1196 |

| 2010 |
| ---- |
| 1046 |

Количество населения в среднем составляет 1240 человек, из них взрослого населения 1140 человек, среднее количество рабочего населения 400, имеются и безработные граждане.

## Транспорт
В 2007 закончена реконструкция железнодорожной грузоотправочной станции Сарбала на линии Новокузнецк — Таштагол. (425-й км). Имеются остановочные пункты железной дороги «422 км» (на территории сосновского сельского поселения) и «428 км».
Узловая линия на Юрково.
Маршрутные автобусы: маршрут № 105 Осинники — Малиновка, № 109 Осинники — Сарбала, № 122 Новокузнецк — Малиновка.

## Инфраструктура
В селе Сарбала находятся:
- администрация села;
- средняя школа № 30 имени Н. Н. Колокольцева;
- детский сад № 11 «Берёзка»;
- амбулатория;
- четыре магазина («Визит» и так называемый «Белый магазин» и «Верхний» и «Нижний» магазины ИП Чемакин);
- дом культуры;
- библиотека;
- почтовое отделение (обслуживает также близлежащие дачные посёлки «Изыскатель», «Связист», «Приозёрный», «Озерки»).
- швейное ателье;
- храм-часовня во имя мучениц Веры, Надежды, Любови

Местонахождение администрации села Сарбала : 652825, Кемеровская область, Калтанский городской округ, село Сарбала, ул. Советская, дом 14-а.

## Улицы
Улицы села Сарбала: Болотная, Весенняя, Ключевая, Колокольцева, Колхозная, Коммунистическая, Кооперативная, Ленина, Луговая, Набережная, Нагорная, Садовая, Советская, Школьная. Дачные товарищества — Приозёрный, Связист, Изыскатель, Кооператор (на 423 км в Новокузнецком районе)

## Известные уроженцы и жители
- Вальдемар Вениаминович Вебер — русский и немецкий поэт, переводчик.
- Николай Николаевич Колокольцев — майор, кавалер ордена Красной Звезды.[источник не указан 2583 дня]
- Павел Николаевич Майский — писатель, металлург. [18]
- Ходаренко, Михаил Мефодьевич — железнодорожник, Герой социалистического труда, работал на станции "Сарбала". [19]